# فيصل مولوي
القاضي الفقيه المستشار فيصل مولوي (مواليد 1941م طرابلس - 5 جمادى الآخرة 1432 هـ / 8 مايو 2011م لبنان)، داعية ومفكّر إسلامي، معروف في لبنان والعالم العربي والإسلامي والأوروبي.
من العاملين في الحقل الإسلامي في لبنان، وكان رئيساً لجمعية التربية الإسلامية في لبنان
وهو شغل منصب الأمين عام الجماعة الإسلامية في لبنان، ورئيس بيت الدعوة والدعاة منذ تأسيسه سنة 1990 وعضو اللجنة الإدارية للمؤتمر القومي الإسلامي.

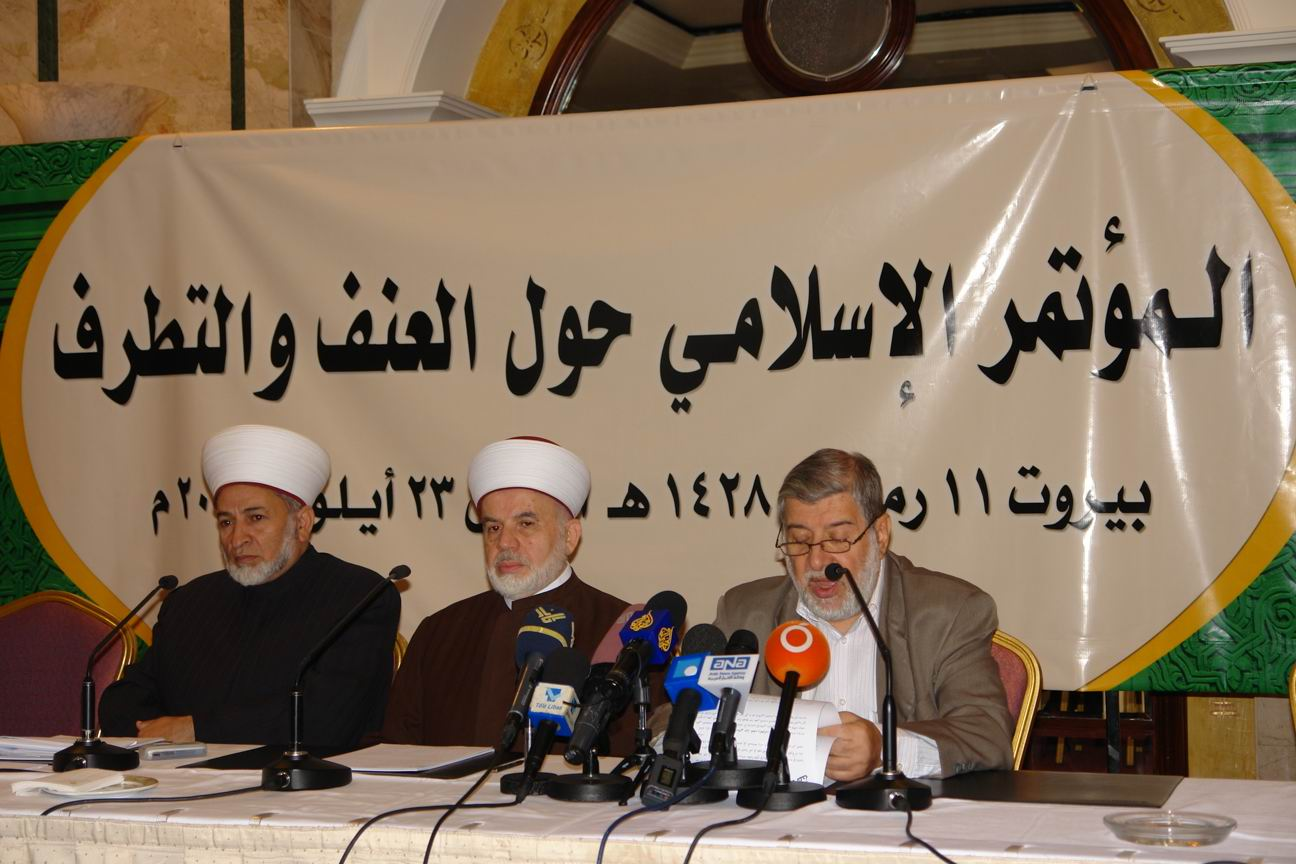
من اليمين إبراهيم المصري الأمين العام للجماعة الإسلامية في لبنان

، في الوسط القاضي المستشار فيصل مولوي الأمين العام السابق للجماعة، وفي اليسار القاضي زكريا غندور

## المناصب
- عُيّن قاضياً شرعياً في لبنان سنة 1968.
- وتنقّل بين المحاكم الشرعية الابتدائية في راشيا وطرابلس وبيروت.
- عُيّن مستشاراً في المحكمة الشرعية العليا في بيروت سنة 1988 وبقي في هذا المركز حتى استقالته سنة 1996.
- حائز على مرتبة «قاضي شرف برتبة مستشار» بموجب مرسوم جمهوري رقم 5537 تاريخ 23 أيَار 2001.

## في أوروبا
أمضى الشيخ فيصل مولوي في أوروبا خمس سنوات من 1980 حتى 1985. وأسس في فرنسا اتحاد الطلبة المسلمين، ثم اتحاد المنظمات الإسلامية في أوروبا، وأنشأ الكلية الأوروبية للدراسات الإسلامية. وأصبح مرشداً دينياً لاتحاد المنظمات الإسلامية في فرنسا ثم في أوروبا منذ سنة 1986. وبقي على تواصل مع أكثر المراكز الإسلامية في أوروبا حتى وفاته.
ساهم في تأسيس المجلس الأوروبي للإفتاء والبحوث في المملكة المتحدة في آذار 1997 تحت رئاسة الشيخ يوسف القرضاوي وهو نائب الرئيس.
أصبح العميد المؤسس للكلية الأوروبية للدراسات الإسلامية في «شاتو شينون» في فرنسا منذ تأسيسها سنة 1990، وهي كلية للدراسات الشرعية بالمستوى الجامعي، وهي مخصّصة للمسلمين الأوروبيين أو المقيمين بصفة دائمة في أوروبا وسائر بلاد الغرب، واستمرّ في هذا المنصب حتىّ سنة 1994. وشغل منصب نائب رئيس المجلس الأوروبي للإفتاء والبحوث.

## العمل في الحقل الإسلامي
بدأ العمل في الحقل الإسلامي في عام 1955 وهو:
- الأمين العام في جماعة عباد الرحمن في لبنان سابقا.
- الأمين العام للجماعة الإسلامية خلفا للدكتور فتحي يكن منذ 1992 وحتى سنة 2009
- رئيس بيت الدعوة والدعاة منذ تأسيسه سنة 1990.
- عضو اللجنة الإدارية للمؤتمر القومي الإسلامي.

## مؤلفات ودراسات
1. سلسلة مبادئ التربية الإسلامية للمرحلة الابتدائية (خمس أجزاء).
2. سلسلة التربية الإسلامية للمرحلة المتوسطة - أربع أجزاء.
3. الجزء الأول من كتاب التربية الإسلامية للمرحلة الثانوية.
4. تيسير فقه العبادات.
5. دراسات حول الربا والمصارف والبنوك.
6. موقف الإسلام من الرق.
7. أحكام المواريث، دراسة مقارنة.
8. الأسس الشرعية للعلاقات بين المسـلمين وغير المسلمين.
9. نظـام التأمين وموقف الشريعة منه.
10. نبوّة آدم
11. المرأة في الإسلام
12. حكم الدواء إذا دخل فيه الكحول
13. السلام على أهل الكتاب
14. المفاهيم الأساسية للدعوة الإسلامية في بلاد الغرب
15. أثر انهيار قيمة الأوراق النقدية

## وفاته
توفي يوم الأحد 5 جمادى الآخرة 1432 هـ الموافق 8 مايو 2011م ودفن في مسقط رأسه مدينة طرابلس.

## لقاءاته عليقناة الجزيرة
- برنامج لقاء اليوم:
  1. فيصل المولوي.. الأزمة الحالية في لبنان، 27 يونيو 2008 م - فيديو على يوتيوب
- برنامج مباشر مع:
  1. (قناة الجزيرة مباشر) حوار حول الاحداث الأخيرة في لبنان والفتنة التي حدثت ومقاومة المشروع الصهيوامريكي في المنطقة (فيديو) على يوتيوب، 14 مايو 2008
- برنامج الشريعة والحياة
  1. المواطنة في الفقه السياسي الإسلامي، 22 يوليو 2007 م
  2. الفتوى والسياسة، 20 أغسطس 2006 م
  3. أهل الكتاب هل هم ذميون أم مواطنون؟، 15 أغسطس 1999 م
- برنامج العمامة البيضاء على الجزيرة الوثائقية:
  1. العمامة البيضاء/العلامة المرجع الشيخ فيصل مولوي، 27 ديسمبر 2012 - فيديو على يوتيوب

فيلم يرصد ذكريات وآثار العلامة الشيخ فيصل مولوي وتراثه السياسي والعلمي والفقهي المتنوع عبر التنقل في مختلف الأماكن التي عاش فيها سماحته، ومن خلال اللقاء مع أقرب المقربين إليه سواء من عائلته أو أصدقائه أو شركائه في عمله السياسي والاجتماعي والعلمي، وينسج الفيلم بين الروايات المختلفة لمن عايشوا الشيخ في مناطق ومجالا تمتعددة، ليشكل هذا النسيج الجمعي في الرواية إضاءة مكثفة على حياة الشيخ وتراث وتجربته.

## وصلات خارجية
- موقع الشيخ فيصل مولوي
- وجه انتقادات لاذعة لحزب الله، مولوي: المواجهات في لبنان تهدد تأييد السنة للمقاومة - الأخبار 5-2008 - الجزيرة نت
- حوارات - فيصل مولوي: أهل السنة جزء أساسي من المزيج اللبناني - شبكة الإسلام اليوم 11/2006
- فيصل مولوي.. عالم على طريق الدعوة - شبكة علامات أولاين 10-5-2011
- سطور من حياة الراحل الشيخ فيصل مولوي - موقع الجماعة الإسلامية في لبنان - 8-5-2011